# Hockey su slittino ai X Giochi paralimpici invernali

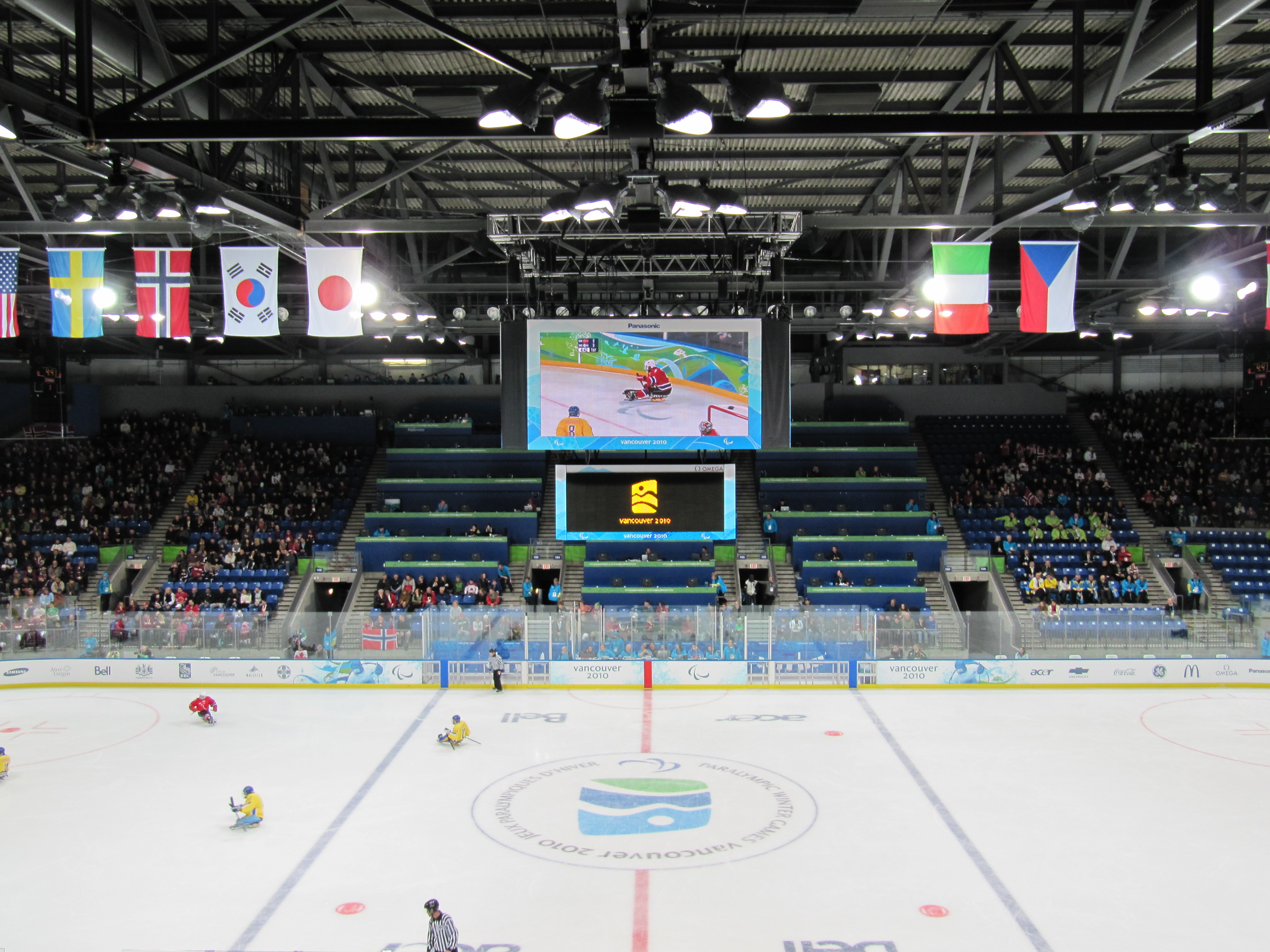
Il Doug Mitchell Thunderbird Sports Centre di Vancouver durante la partita tra Norvegia e Svezia

Il torneo di hockey su slittino ai X Giochi paralimpici invernali si è svolto dal 13 al 20 marzo 2010 al Doug Mitchell Thunderbird Sports Centre di Vancouver. La medaglia d'oro è stata vinta dagli Stati Uniti, l'argento dal Giappone e il bronzo dalla Norvegia.

## Nazioni qualificate
Il torneo paralimpico di hockey su slittino ha previsto la partecipazione di otto squadre. Sei hanno conquistato la qualificazione classificandosi ai primi sei posti del Gruppo A dei Campionati mondiali di hockey su slittino 2009:
| Posizione | Nazione     |
| --------- | ----------- |
| 1         | Stati Uniti |
| 2         | Norvegia    |
| 3         | Canada      |
| 4         | Giappone    |
| 5         | Rep. Ceca   |
| 6         | Italia      |

Le restanti due squadre hanno conquistato la qualificazione attraverso un torneo apposito, disputato tra la settima e l'ottava classificata del Gruppo A (Germania e Corea del Sud) e la prima e la seconda del Gruppo B (Estonia e Svezia) degli stessi mondiali:
| Posizione | Nazione       |
| --------- | ------------- |
| 7         | Svezia        |
| 8         | Corea del Sud |
| NQ        | Germania      |
| NQ        | Estonia       |

## Squadre
Le nazioni qualificate si sono presentate ai Giochi paralimpici con le seguenti squadre:
| Nazione       | Rosa |
| ------------- | --- |
| Stati Uniti   | Mike Blabac, Steve Cash, Taylor Chace, Jimmy Connelly, Brad Emmerson, Joe Howard, Tim Jones, Nikko Landeros, Taylor Lipsett, Adam Page, Josh Pauls, Alexi Salamone, Greg Shaw, Bubba Torres, Andy Yohe.                                                                  |
| Norvegia      | Ole Bjarte Austevoll, Audun Bakke, Helge Bjornstad, Kissinger Deng, Eskil Hagen, Thomas Jacobsen, Loyd Remi Johansen, Roger Johansen, Knut Andre Nordstoga, Rolf Einar Pedersen, Tommy Rovelstad, Kjell Vidar Royne, Stig Tore Svee, Morten Vaernes.                     |
| Canada        | Jeremy Booker, Brad Bowden, Billy Bridges, Adam Dixon, Marc Dorion, Raymond Grassi, Jean Labonte, Herve Lord, Shawn Matheson, Graeme Murray, Todd Nicholson, Paul Rosen, Benoit St-Amand, Greg Westlake, Derek Whitson.                                                  |
| Giappone      | Mikio Annaka, Takayuki Endo, Shinobu Fukushima, Naohiko Ishida, Noritaka Ito, Makoto Majima, Tomohiko Maruo, Eiji Misawa, Mitsuru Nagase, Toshiyuki Nakamura, Satoru Sudo, Kazuhiro Takahashi, Daisuke Uehara, Atsuya Yaguchi, Mamoru Yoshikawa.                         |
| Rep. Ceca     | Jiri Berger, Erik Fojtik, Michal Geier, Zdenek Habl, Roman Herink, Miroslav Hrbek, Zdenek Klima, Zdenek Krupicka, Pavel Kubes, Tomas Kvoch, Jan Matoušek, David Palat, Jiri Raul, Zdenek Safranek, Michal Vapenka.                                                       |
| Italia        | Gabriele Araudo, Bruno Balossetti, Gian Luca Cavaliere, Andrea Chiarotti, Giuseppe Condello, Valerio Corvino, Rupert Kanestrin, Grégory Leperdi, Ambrogio Magistrelli, Florian Planker, Roberto Radice, Gianluigi Rosa, Igor Stella, Santino Stillitano, Werner Winkler. |
| Svezia        | Aron Anderson, Magnus Carlsson, Jan Edbom, Dedjo Engmark, Marcus Holm, Niklas Ingvarsson, Jens Kask, Per Kasperi, Joakim Larsson, Albin Lindell, Rasmus Lundgren, Ulf Nilsson, Niklas Rakos, Dan Svensson, Anders Wistrand.                                              |
| Corea del Sud | Cho Byeong-Seok, Cho Young-Jae, Choi Hyuk-Jun, Chung Young-Hoon, Han Min-Su, Jang Dong-Shin, Jang Jong-Ho, Jung Seung-Hwan, Kim Dea-Jung, Lee Hae-Man, Lee Jong-Kyung, Lee Yong-Min, Park Sang-Hyeon, Park Woo-Chul, Sa Sung-Keun.                                       |

## Torneo

### Gruppo A

#### Partite
| 13 marzo 2010 ore 17:00 UTC-8 | Stati Uniti Chase 3:45 Salamone 19:45 Lipsett 29:34 Lipsett 38:32 Chase 44:22 | 5-0 referto Archiviato il 17 marzo 2010 in Internet Archive. marcatori | Corea del Sud | Doug Mitchell Thunderbird Sports Centre Spettatori: 5.444 Arbitro: Paul Boese |

| 13 marzo 2010 ore 20:30 UTC-8 | Giappone Endo 15:11 Ishida 38:19 | 2-1 referto Archiviato il 17 marzo 2010 in Internet Archive. marcatori | Rep. Ceca Habl 33:09 | Doug Mitchell Thunderbird Sports Centre Spettatori: 2.752 Arbitro: Petter Vojan Hegle |

| 14 marzo 2010 ore 17:00 UTC-8 | Rep. Ceca | 0-3 referto Archiviato il 15 marzo 2010 in Internet Archive. marcatori | Stati Uniti Lipsett 7:53 Salamone 27:01 Connelly 33:44 | Doug Mitchell Thunderbird Sports Centre Spettatori: 5.170 Arbitro: Paul Matte |

| 14 marzo 2010 ore 20:30 UTC-8 | Giappone Uehara 4:46 Yoshikawa 6:21 Endo 7:41 Yoshikawa 32:52 Takahashi 34:21 | 5-0 referto Archiviato il 18 marzo 2010 in Internet Archive. marcatori | Corea del Sud | Doug Mitchell Thunderbird Sports Centre Spettatori: 3.941 Arbitro: Johnathan Morrison |

| 16 marzo 2010 ore 10:00 UTC-8 | Corea del Sud Cho 41:46 Lee 44:51 | 2-4 referto Archiviato il 22 marzo 2010 in Internet Archive. marcatori | Rep. Ceca Krupicka 2:29 Kvoch 14:11 Kubes 20:28 Fojtik 26:18 | Doug Mitchell Thunderbird Sports Centre Spettatori: 4.791 Arbitro: Scott Bokal |

| 16 marzo 2010 ore 17:00 UTC-8 | Stati Uniti Page 1:05 Shaw 12:01 Salamone 20:13 Lipsett 28:22 Howard 34:10 Landeros 38:54 | 6-0 referto Archiviato il 22 marzo 2010 in Internet Archive. marcatori | Giappone | Doug Mitchell Thunderbird Sports Centre Spettatori: 5.468 Arbitro: Petter Vojan Hegle |

#### Classifica
| Nazione       | Giocate | Vinte | Vinte al tempo supplementare | Perse al tempo supplementare | Perse | Gol fatti | Gol subiti | Differenza reti | Punti |
| ------------- | ------- | ----- | ---------------------------- | ---------------------------- | ----- | --------- | ---------- | --------------- | ----- |
| Stati Uniti   | 3       | 3     | 0                            | 0                            | 0     | 14        | 0          | +14             | 9     |
| Giappone      | 3       | 2     | 0                            | 0                            | 1     | 7         | 7          | 0               | 6     |
| Rep. Ceca     | 3       | 1     | 0                            | 0                            | 2     | 5         | 7          | −2              | 3     |
| Corea del Sud | 3       | 0     | 0                            | 0                            | 3     | 2         | 14         | −12             | 0     |

     Qualificate al girone per le medaglie
     Qualificate al girone per i piazzamenti

### Gruppo B

#### Partite
| 13 marzo 2010 ore 10:00 UTC-8 | Canada Dorion 9:28 Westlake 34:04 Westlake 38:48 Labonté 39:18 | 4-0 referto Archiviato il 15 marzo 2010 in Internet Archive. marcatori | Italia | Doug Mitchell Thunderbird Sports Centre Spettatori: Arbitro: Johnathan Morrison |

| 13 marzo 2010 ore 13:30 UTC-8 | Norvegia Rovelstad 43:17 Pedersen gol Bjørnstad gol Rovelstad gol | 2-1 referto Archiviato il 15 marzo 2010 in Internet Archive. marcatori shootout | Svezia Holm 14:16 Kasperi gol Ingvarsson gol Holm X | Doug Mitchell Thunderbird Sports Centre Spettatori: 5.458 Arbitro: Derek Berkebile |

| 14 marzo 2010 ore 10:30 UTC-8 | Italia Winkler 8:35 | 1-2 referto Archiviato il 17 marzo 2010 in Internet Archive. marcatori | Norvegia Royne 37:59 Royne 43:59 | Doug Mitchell Thunderbird Sports Centre Spettatori: 3.638 Arbitro: Paul Boese |

| 14 marzo 2010 ore 13:30 UTC-8 | Canada Bowden 1:25 Westlake 7:44 Dixon 12:54 Bowden 13:47 Westlake 17:13 Dixon 22:16 Westlake 25:28 Dorion 26:23 Dorion 31:19 Dorion 34:58 | 10-1 referto Archiviato il 15 marzo 2010 in Internet Archive. marcatori | Svezia Ingvarsson 1:38 | Doug Mitchell Thunderbird Sports Centre Spettatori: 5.504 Arbitro: Scott Bokal |

| 16 marzo 2010 ore 13:30 UTC-8 | Svezia Holm 27:57 | 1-0 referto Archiviato il 23 marzo 2010 in Internet Archive. marcatori | Italia | Doug Mitchell Thunderbird Sports Centre Spettatori: 4.983 Arbitro: Paul Matte |

| 16 marzo 2010 ore 20:30 UTC-8 | Norvegia | 0-5 referto Archiviato il 22 marzo 2010 in Internet Archive. marcatori | Canada Bridges 00:31 Westlake 7:14 Bowden 15:11 Westlake 18:46 Dixon 26:04 | Doug Mitchell Thunderbird Sports Centre Spettatori: 5.430 Arbitro: Derek Berkebile |

#### Classifica
| Nazione  | Giocate | Vinte | Vinte al tempo supplementare | Perse al tempo supplementare | Perse | Gol fatti | Gol subiti | Differenza reti | Punti |
| -------- | ------- | ----- | ---------------------------- | ---------------------------- | ----- | --------- | ---------- | --------------- | ----- |
| Canada   | 3       | 3     | 0                            | 0                            | 0     | 19        | 1          | +18             | 9     |
| Norvegia | 3       | 1     | 1                            | 0                            | 1     | 4         | 7          | −3              | 5     |
| Svezia   | 3       | 1     | 0                            | 1                            | 1     | 3         | 12         | −9              | 4     |
| Italia   | 3       | 0     | 0                            | 0                            | 3     | 1         | 7          | −6              | 0     |

     Qualificate al girone per le medaglie
     Qualificate al girone per i piazzamenti

### Girone per i piazzamenti

#### Semifinali
| 17 marzo 2010 ore 12:00 UTC-8 | Rep. Ceca Geier 9:51 Krupicka 18:21 Fojtik gol Berger X | 3-2 referto Archiviato il 17 marzo 2010 in Internet Archive. marcatori shootout | Italia Rosa 21:19 Chiarotti 29:17 Rosa X Planker X Cavaliere X | Doug Mitchell Thunderbird Sports Centre Spettatori: 5.092 Arbitro: Derek Berkebile |

| 17 marzo 2010 ore 19:00 UTC-8 | Svezia Rakos 15:51 | 1-2 referto Archiviato il 22 marzo 2010 in Internet Archive. marcatori | Corea del Sud Cho 9:27 Lee 33:45 | Doug Mitchell Thunderbird Sports Centre Spettatori: 5.354 Arbitri: Brian Frerichs Leon Wesley |

#### Finali
Finale per il 7º posto
| 19 marzo 2010 ore 12:00 UTC-8 | Italia Winkler 7:56 Planker 13:25 Planker 39:23 Chiarotti 41:01 | 4-0 referto Archiviato il 22 marzo 2010 in Internet Archive. marcatori | Svezia | Doug Mitchell Thunderbird Sports Centre Spettatori: Arbitro: Paul Matte |

Finale per il 5º posto
| 19 marzo 2010 ore 15:30 UTC-8 | Rep. Ceca Fojtik 37:24 Geier 47:16 | 2-1 referto Archiviato il 22 marzo 2010 in Internet Archive. marcatori | Corea del Sud Park 32:59 | Doug Mitchell Thunderbird Sports Centre Spettatori: 5.507 Arbitro: Scott Bokal |

### Girone per le medaglie

#### Semifinali
| 18 marzo 2010 ore 12:00 UTC-8 | Canada Dorion 9:56 | 1-3 referto Archiviato il 22 marzo 2010 in Internet Archive. marcatori | Giappone Endo 22:33 Uehara 43:47 Endo 44:44 | Doug Mitchell Thunderbird Sports Centre Spettatori: 5.039 Arbitro: Johnathan Morrison |

| 18 marzo 2010 ore 19:00 UTC-8 | Stati Uniti Shaw 23:48 Chace 25:35 Howard 41:59 | 3-0 referto Archiviato il 22 marzo 2010 in Internet Archive. marcatori | Norvegia | Doug Mitchell Thunderbird Sports Centre Spettatori: 5.204 Arbitro: Paul Boese |

#### Finali
Finale per il bronzo
| 19 marzo 2010 ore 19:00 UTC-8 | Norvegia Pedersen 36:08 Hagen 44:56 | 2-1 referto Archiviato il 22 marzo 2010 in Internet Archive. marcatori | Canada Dixon 32:45 | Doug Mitchell Thunderbird Sports Centre Spettatori: 5.462 Arbitro: Johnathan Morrison |

Finale per l'oro
| 20 marzo 2010 ore 12:00 UTC-8 | Stati Uniti Salamone 4:10 Lipsett 43:42 | 2-0 referto Archiviato il 15 marzo 2010 in Internet Archive. marcatori | Giappone | Doug Mitchell Thunderbird Sports Centre Spettatori: 5.810 Arbitro: Petter Vojan Hegle |

## Classifica finale
| Posizione | Nazione       |
| --------- | ------------- |
| 1         | Stati Uniti   |
| 2         | Giappone      |
| 3         | Norvegia      |
| 4         | Canada        |
| 5         | Rep. Ceca     |
| 6         | Corea del Sud |
| 7         | Italia        |
| 8         | Svezia        |

## Medagliere
| Posizione | Paese       |   |   |   | Totale |
| --------- | ----------- | - | - | - | ------ |
| 1         | Stati Uniti | 1 | 0 | 0 | 1      |
| 2         | Giappone    | 0 | 1 | 0 | 1      |
| 3         | Norvegia    | 0 | 0 | 1 | 1      |
| Totale    | Totale      | 1 | 1 | 1 | 3      |